# Bourg-Saint-Andéol
Bourg-Saint-Andéol – miejscowość i gmina we Francji, w regionie Owernia-Rodan-Alpy, w departamencie Ardèche.
Według danych na rok 1990 gminę zamieszkiwało 7795 osób, a gęstość zaludnienia wynosiła 178 osób/km² (wśród 2880 gmin regionu Rodan-Alpy Bourg-Saint-Andéol plasuje się na 98. miejscu pod względem liczby ludności, natomiast pod względem powierzchni na miejscu 89.).

## Galeria

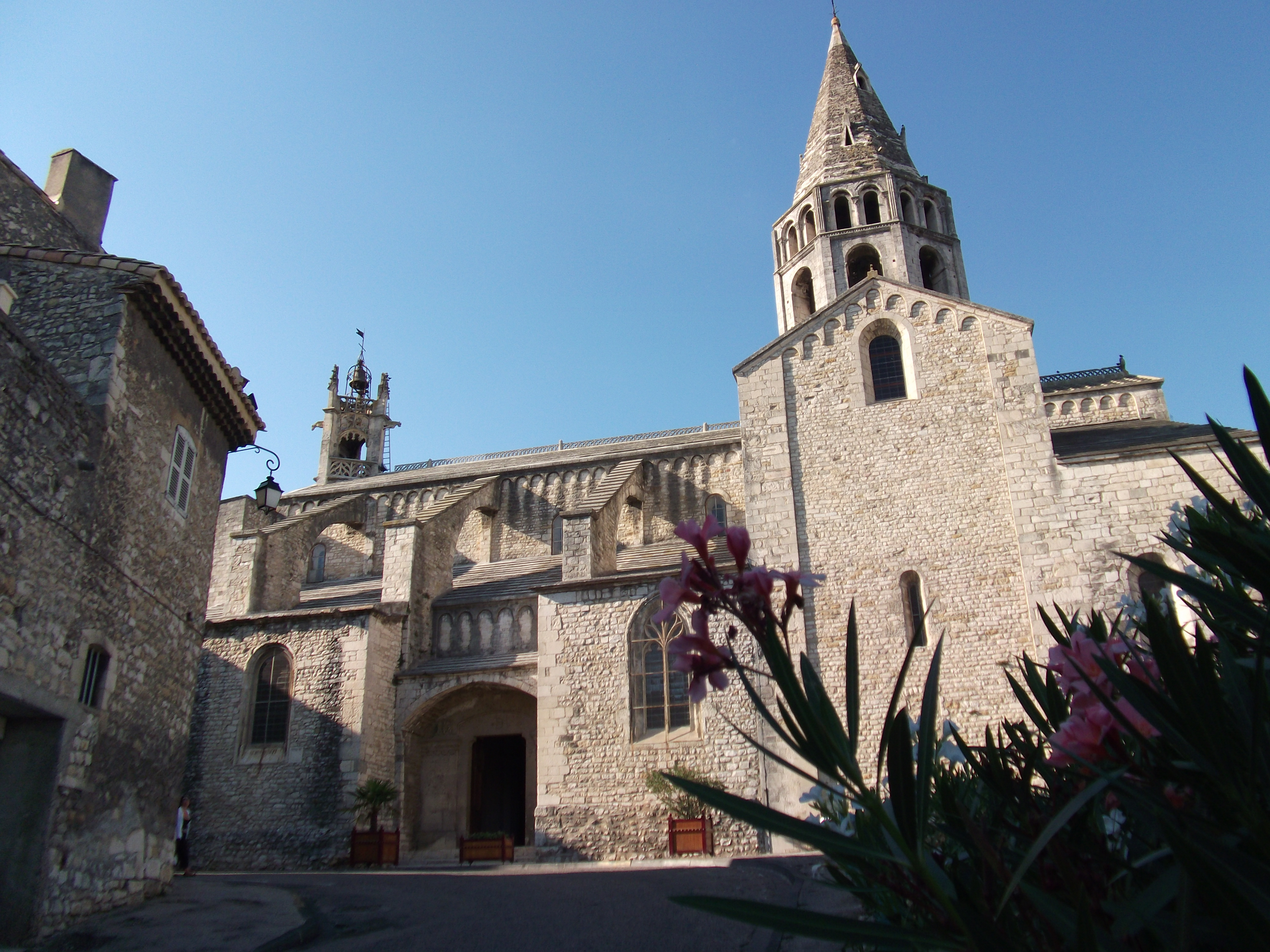
Kościół św. Andéola (2010)
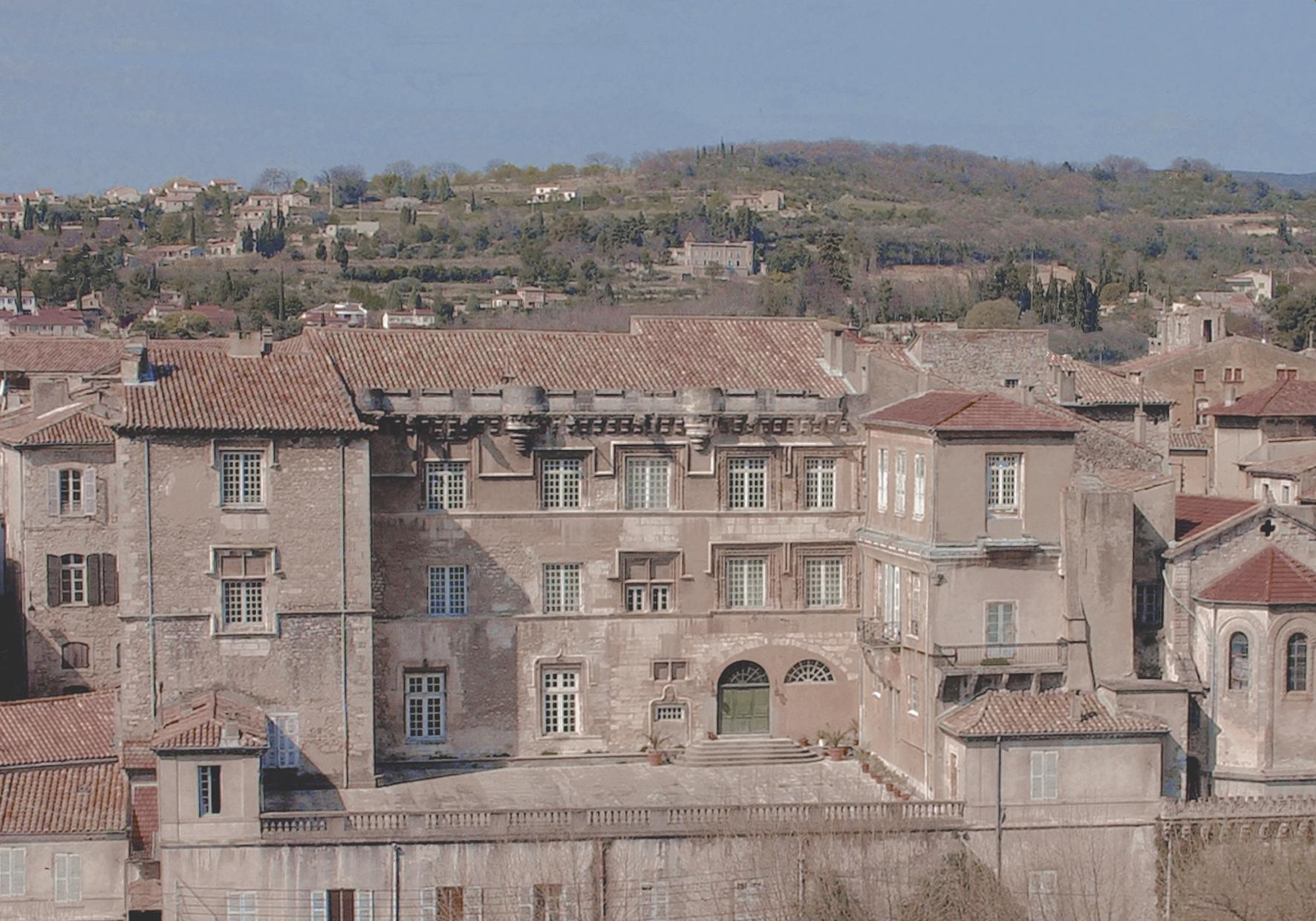
Pałac biskupi, muzeum (2005)
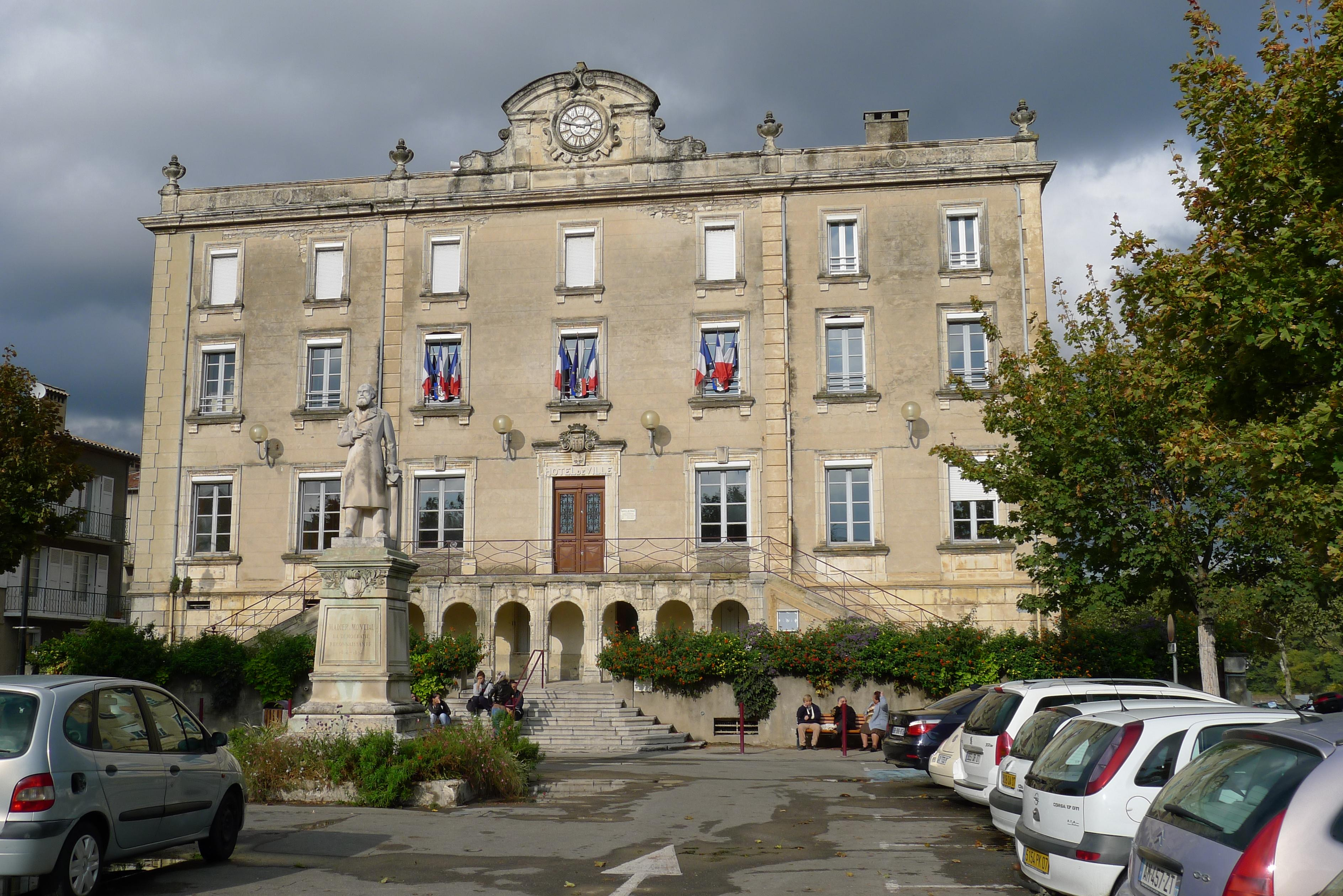
Ratusz (2011)